# Тетрасвинецпентанеодим
Тетрасвинецпентанеодим — бинарное неорганическое соединение
неодима и свинца
с формулой Nd5Pb4,
кристаллы.

## Получение
- Сплавление стехиометрических количеств чистых веществ:

{\displaystyle {\mathsf {5Nd+4Pb\ {\xrightarrow {T}}\ Nd_{5}Pb_{4}}}}

## Физические свойства
Тетрасвинецпентанеодим образует кристаллы
ромбической сингонии,
пространственная группа P nma,
параметры ячейки a = 0,8331 нм, b = 1,594 нм, c = 0,8467 нм, Z = 4,
структура типа пентасамарийтетрагермания Sm5Ge3
.